# Duces 'n Trayz: The Old Fashioned Way
| Críticas profissionais | Críticas profissionais |
| Avaliações da crítica  | Avaliações da crítica  |
| Fonte                  | Avaliação              |
| ---------------------- | ---------------------- |
| Allmusic               | [ 1 ]                  |
| Entertainment Weekly   | B                      |
| Los Angeles Times      | [ 3 ]                  |
| Vibe                   | [ 4 ]                  |
| RapReviews             | (7.0/10)               |

Duces 'n Trayz: The Old Fashioned Way é o segundo e álbum de estúdio do grupo de rap americano Tha Eastsidaz, lançado em 31 de julho de 2001. O álbum conta com o single "I Luv It" e inclui a canção "Crip Hop", que também foi destaque no filme, Baby Boy.
O álbum atingiu a quarta posição na Billboard 200 depois de sólidas vendas de 116 mil CDs vendidos na primeira semana, permaneceu na parada por nove semanas consecutivas. Ele chegou ao número 15 no gráfico musical do Canada por quatro semanas consecutivas. O álbum foi certificado ouro em 11 de março de 2002.

## Faixas
| #  | Faixas                               | Produtor                   | Participação                                                           | Duração |
| -- | ------------------------------------ | -------------------------- | ---------------------------------------------------------------------- | ------- |
| 1  | "Intro"                              |                            |                                                                        | 1:19    |
| 2  | "I Luv It"                           | Battlecat                  |                                                                        | 5:00    |
| 3  | "Eastside Ridaz"                     | Hi-Tek                     | Nate Dogg, Soopafly, Latoya Williams                                   | 4:20    |
| 4  | "Crip Hop"                           | Battlecat                  | Latoya Williams                                                        | 5:17    |
| 5  | "I Don't Know"                       | Battlecat                  | Suga Free, Soopafly, Latoya Williams                                   | 4:09    |
| 6  | "Welcome 2 tha House"                | Battlecat                  | Tha Angels, Nate Dogg                                                  | 3:51    |
| 7  | "Friends"                            | Alchemist                  | Kokane                                                                 | 2:58    |
| 8  | "Gang Bang 4 Real"                   | Fredwreck                  | Bad Azz                                                                | 4:51    |
| 9  | "I Pledge Allegiance"                | Fredwreck                  | Soopafly, Kokane                                                       | 3:48    |
| 10 | "Now Is the Time"                    | Keith Clizark, Meech Wells | Kokane                                                                 | 3:46    |
| 11 | "Cool"                               | Hi-Tek                     | Nate Dogg, Butch Cassidy                                               | 5:14    |
| 12 | "Dogghouse in Your Mouth"            | Battlecat                  | Suga Free, Soopafly, RBX, Kurupt, Ruff Dogg, King Lou, Mixmaster Spade | 6:45    |
| 13 | "Connected"                          | Alchemist                  | Mobb Deep, Kokane                                                      | 4:21    |
| 14 | "Mac Bible Chapter 2:11 Verse 20–21" | Fredwreck                  | Mac Minista                                                            | 1:42    |
| 15 | "Break a Bitch Til I Die"            | Jelly Roll                 |                                                                        | 4:09    |
| 16 | "Sticky Fingers"                     | Rick Rock                  | Kokane, Rick Rock                                                      | 3:14    |
| 17 | "There Comes a Time"                 | Jelly Roll                 | Daddy V                                                                | 4:28    |
| 18 | "Late Night"                         | Meech Wells                | Kokane                                                                 | 2:58    |
| 19 | "So Low"                             | Quazedelic, Meech Wells    | Lil' Mo                                                                | 3:33    |
| 20 | "Everywhere I Go"                    | Swizz Beatz                | Kokane                                                                 | 4:35    |

## Samples
I Luv It
- "Mr. Groove" de One Way.

Crip Hop
- "Square Biz" de Teena Marie.

Friends
- "At Long Last" de Moment of Truth.

## Desempenho nas paradas
| Paradas (2001)                                | Melhor posição |
| --------------------------------------------- | -------------- |
| Canadá (RPM Top 50 Albums)                    | 15             |
| Estados Unidos (Billboard Independent Albums) | 1              |
| Estados Unidos (Billboard 200)                | 4              |
| Estados Unidos (Top R&B/Hip Hop Albums)       | 2              |

### Singles
| Tabela musical (2001)                        | Melhor posição |
| -------------------------------------------- | -------------- |
| Estados Unidos (Billboard R&B/Hip-Hop Songs) | 57             |

## Certificações
| Estados Unidos (RIAA)                     | Ouro | 11 de março de 2002 | 500.000* |
| *número de vendas baseado na certificação |      |                     |          |